# A. J. McLean
Pour les articles homonymes, voir Alexander McLean et McLean.
Alexander James McLean alias A. J. McLean est un chanteur américain né le 9 janvier 1978 à West Palm Beach, en Floride. Il est membre du groupe Backstreet Boys.

## Biographie
Alexander James McLean naît le 9 janvier 1978 à West Palm Beach en Floride, États-Unis. Il est né d'une mère cubaine et d'un père irlandais. Ses parents sont Denise Fernandez et Bob McLean. Ses parents divorcent et Bob McLean quitte sa famille, laissant Alexander et sa mère seuls et sans aide financière. Ils emménageront chez les parents de Denise, Adolph et Ursula Fernandez. En janvier 1986, âgé de 9 ans, il auditionne pour le film Truth Or Dare et obtient le rôle du personnage de Mike, plus jeune. Alexander partage à sa mère et à ses grands-parents le désir de vouloir percer dans le monde de la musique et du cinéma. Ils emménagent donc à Orlando en 1990. Il passe plusieurs auditions pour Nickelodeon et Disney, et campe un rôle dans l'émission Honey, I'm Home! où il incarne le personnage de Skunk. La télé-série ne rencontre cependant qu'un succès médiocre.

## Carrière

### Backstreet Boys
Les Backstreet Boys se forment en 1993. Après 3 ans de répétition intensive, ils lancent leur premier album éponyme. L'album ne rencontre pas beaucoup de succès aux États-Unis, alors qu'au Québec, l'album provoque un réel raz-de-marée. Ils deviennent très populaires, et c'est quelques mois après que l'Europe tombe sous le charme du groupe. Après avoir conquis le Canada et les pays européens, le groupe perce enfin aux États-Unis, et finalement dans le reste du monde.
Les Backstreet Boys dominent finalement le reste des années 1990 avec des albums au sommet des ventes, des singles numéro 1, des tournées à guichets fermés, plusieurs entrevues et sont les idoles des adolescents. Le groupe sort l'album Black & Blue en 2000 et rencontre un succès considérable. Ils partent en tournée promotionnelle qui rencontre un vif succès. Un premier Greatest Hits sort en 2001. Ils annoncent fin 2001 une pause.

### Carrière solo
Peu de temps après l'annonce de la pause des Backstreet Boys, A.J. commence une carrière solo sous le surnom Johnny No Name. Il fait alors quelques spectacles acoustiques pour gagner de l'argent. Il ne fera toutefois aucun album sous ce diminutif. Le peu de succès dont jouit Johnny No Name pousse A.J. à travailler sur autre chose. En parallèle, il fonde une association afin trouver des fonds pour la recherche sur le diabète.
En 2020 il participe à la 29e saison de Dancing with the stars.
En 2022 il participe en tant que Poppy Love à la deuxième saison de RuPaul’s Secret Celebrity Drag Race et gagne la saison ! 

### Reformation des Backstreet Boys
A.J. revient avec les Backstreet Boys en 2005, et sortent un nouvel album, Never Gone. Malgré les critiques plutôt dures envers ce disque, le groupe part en tournée s'étalant sur 2 ans (2005-2006). Après la tournée Kevin Richardson, l'aîné du quintette, annonce son départ du groupe.
Après avoir passé l'année 2007 en studio, les Backstreet Boys sortent leur sixième album, Unbreakable, qui est leur premier sans Kevin. Les singles extraits de l'album rencontrent un succès houleux.
Ils reviennent en 2009 avec l'album This Is Us. Un album toujours pop mais avec beaucoup de sonorités house. Le premier extrait Straight Through My Heart qui rencontre un succès relatif. Bigger est le deuxième extrait, mais il ne s'avère pas très vendeur.
En 2012, Kevin annonce son retour dans le groupe. Le huitième album du quintette sort en été 2013 et s'intitule In A World Like This. 

### Have It All
En 2010, il sort son premier album solo, Have It All (cette fois-ci sous son vrai nom). Le premier extrait est Teenage Wildlife.

### Vie personnelle
En 2001, A.J. commence à avoir des problèmes de drogues et d'alcool et va en cure de désintoxication qui lui sera bénéfique (il aura malheureusement une rechute en 2002). Il reviendra même en cure en janvier 2011 pour des "raisons personnelles".
Il est fiancé avec Rochelle Deanna Karidis; ils se sont fiancés lors de l'anniversaire d'A.J. en 2010. Lors d'un concert des Backstreet Boys, il invita Rochelle sur scène et la demanda en mariage, devant tout un public. Leur mariage eut lieu le 17 décembre 2011 à Los Angeles. Ils ont deux filles, nées en 2012 et en 2017.
Ils annoncent leur divorce le 1er Janvier 2024, après avoir tenté, en vain de sauver leur mariage pendant un an.

### Singles en solo
Depuis 2018, A.J. a repris sa carrière solo et a sorti 5 singles. Les plus connus, à savoir Night Visions (2018) et Boy and a Man (2019) ont connu un petit succès sur les différentes plateformes de streaming. Back Porch Bottle Service (2018), Give You Away (2019) et Love on the Brain (2020, reprise du tube de Rihanna) n'ont quant à eux pas eu énormément de succès.
Avec ces titres, l'artiste nous dévoile ses talents d'auteur en abordant des thèmes tels que la famille et l'amour, mais également d'interprète Country avec entre autres Boy and a Man, qui est le meilleur exemple de son implication a explorer des styles et des sonorités différents de ceux qu'il exploite avec les Backstreet Boys.
Le 23 avril 2021, AJ McLean sort un nouveau single intitulé Love Song Love. Ce titre à pour vocation de défendre la cause LGBTQ+, comme le montre également son clip sorti le lendemain de la diffusion du titre sur les plateformes de streaming. On y voit l'artiste accompagné de deux femmes transsexuelles dansant dans une ambiance festive et "Pink Positive".

## Discographie

### Albums
- 2010 : Have It All

### Singles
- 2018 : Back Porch Bottle Service
- 2018 : Night Visions
- 2019 : Boy and a Man
- 2019 : Give You Away
- 2020 : Love on the Brain
- 2021 : Love Song Love
- 2022 : Smoke
- 2024 : Electric